# Aleksanteri Saarvala
Aleksanteri Saarvala (Viborg, Finlandia (actualmente en Rusia), 9 de abril de 1913-Toronto, Canadá, 7 de octubre de 1989) fue un gimnasta artístico finlandés, campeón olímpico en Berlín 1936 en barra horizontal y campeón olímpico en Londres 1948 en el concurso por equipos.

## Carrera deportiva
En los JJ. OO. de Berlín 1936 ganó el oro en barra fija u horizontal —quedando en el podio por delante de los alemanes Konrad Frey y Alfred Schwarzmann— y el bronce en el concurso por equipos, tras Alemania y Suiza.
Doce años después, tras el parón que supuso la Segunda Guerra Mundial, en las siguientes Olimpiadas que fueron las de Londres 1948, consiguió el oro en equipos, por delante de suizos y húngaros, siendo sus compañeros de equipo: Paavo Aaltonen, Veikko Huhtanen, Kalevi Laitinen, Olavi Rove, Sulo Salmi, Heikki Savolainen y Einari Teräsvirta.